# Diario de...
Diario de... és un programa de televisió de recerca periodística produït per SALTA Producciones en col·laboració amb l'Agencia Atlas, que tractava sobre reportatges a persones anònimes que denuncien una causa concreta i que va estar presentat per Mercedes Milá. La primera etapa d'aquest format va tenir lloc a Telecinco, on va començar a emetre's des del 31 de maig de 2004, però després de la fusió del grup Mediaset amb el canal de Prisa TV al desembre de 2010, va ser traslladat a Cuatro. L'espai va finalitzar el 16 d'agost de 2014.

## Origen
L'origen del programa està basat en dos reportatges realitzats a partir del llibre del periodista Antonio Salas «El año que trafiqué con mujeres», que aquesta cadena de televisió va emetre a l'abril de 2004 amb bons registres d'audiència.

## Equip tècnico
- Mercedes Milá - Presentadora (2004-2014)

## Etapes

### Cuatro
Després de la fusió de Telecinco i Cuatro el desembre de 2010, Diario de... va passar a emetre's al canal Cuatro l'11 d'abril de 2011. El programa, presentat per Mercedes Milá, que havia aplegat bones audiències al late night show de la seva cadena mare, va prendre major protagonisme en la programació d'aquest canal amb l'arribada del format de manera setmanal, Durant els mesos de juliol i agost de 2014, es va emetre els divendres a les 00.30 sota el nom de 'La redacción de Diario de....
El juliol de 2014 es va anunciar la finalització del programa.

## Episodis i audiències (Cuatro)
| Temporada | Temporada | Episodis | Estrena    | Final      | Audiència mitjana | Audiència mitjana | Audiència mitjana |
| Temporada | Temporada | Episodis | Estrena    | Final      | Espectadores      | Cuota             |                   |
| --------- | --------- | -------- | ---------- | ---------- | ----------------- | ----------------- | ----------------- |
|           | 1         | 11       | 10/10/2011 | 22/01/2012 | 689 000           | 8,2%              |                   |
|           | 2         | 12       | 18/07/2012 | 22/10/2012 | 492 000           | 7,4%              |                   |
|           | 3         | 11       | 16/11/2012 | 25/01/2013 | 657 000           | 6,5%              |                   |
|           | 4         | 8        | 03/06/2013 | 08/07/2013 | 480 000           | 6,6%              |                   |
|           | 5         | 8        | 10/01/2014 | 21/02/2014 | 429 000           | 5,4%              |                   |
|           | 6         | 5        | 19/07/2014 | 16/08/2014 | 477 000           | 5,8%              |                   |
| Total     | Total     | -        | 2010       | -          | —                 | —                 |                   |

### Diario de ... (9 temporada)
| Programació emesa (Evolució semanal) | Programació emesa (Evolució semanal)           | Programació emesa (Evolució semanal) | Programació emesa (Evolució semanal) |
| N.                                   | Títol                                          | Data d'emissió                       | Audiència                            |
| ------------------------------------ | ---------------------------------------------- | ------------------------------------ | ------------------------------------ |
| 1                                    | «Depredadores sexuales»                        | 895 000 (11,5%)                      | 10 d'octubre de 2011                 |
| 2                                    | «Lorca»                                        | 606 000 (7,9%)                       | 17 d'octubre de 2011                 |
| 3                                    | «Profesor de actores obseso»                   | 590 000 (8,2%)                       | 24 d'octubre de 2011                 |
| 4                                    | «El día a día de una prostituta»               | 914 000 (10,4%)                      | 31 d'octubre de 2011                 |
| 5                                    | «Locutorios y blanqueo de dinero»              | 579 000 (5,0%)                       | 7 de novembre de 2011                |
| 6                                    | «Psiquiatra de manos largas»                   | 634 000 (7,9%)                       | 14 de novembre de 2011               |
| 7                                    | «Okupas»                                       | 706 000 (9,0%)                       | 21 de novembre de 2011               |
| 8                                    | «Prostíbulo familiar»                          | 704 000 (8,4%)                       | 12 de desembre de 2012               |
| 9                                    | «Miguel Montes Neiro, a la espera del indulto» | 628 000 (8,1%)                       | 19 de desembre de 2012               |
| 10                                   | «Una residencia clandestina»                   | 639 000 (7,0%)                       | 9 de gener de 2012                   |
| 11                                   | «Falsos policías locales»                      | 679 000 (7,4%)                       | 22 de gener de 2012                  |

### Diario de ... (10 temporada)
| Programació emesa (Evolució setmanal) | Programació emesa (Evolució setmanal)            | Programació emesa (Evolució setmanal) | Programació emesa (Evolució setmanal) |
| N.º                                   | Títol                                            | Data d'emissió                        | Audiència                             |
| ------------------------------------- | ------------------------------------------------ | ------------------------------------- | ------------------------------------- |
| 1                                     | «Un concejal acusado de pederastia»              | 18 de juny de 2012                    | 530 000 (10,6%)                       |
| 2                                     | «Más allá del exorcismo»                         | 25 de juny de 2012                    | 739 000 (8,1%)                        |
| 3                                     | «Acoso sexual en el trabajo»                     | 2 de juliol de 2012                   | 560 000 (8,2%)                        |
| 4                                     | «Terapia contra la homosexualidad en Alcalá»     | 9 de juliol de 2012                   | 651 000 (7,3%)                        |
| 5                                     | «La prostitución, un negocio sumergido»          | 23 de juliol de 2012                  | 614 000 (7,6%)                        |
| 6                                     | «Residencias clausuradas»                        | 30 de juliol de 2012                  | 524 000 (7,4%)                        |
| 7                                     | «Un presunto pedófilo, al descubierto»           | 17 de setembre de 2012                | 545 000 (7,5%)                        |
| 8                                     | «Clínicas dentales ilegales y la ley del okupa»  | 24 de setembre de 2012                | 342 000 (8,1%)                        |
| 9                                     | «El mayor supermercado de droga de Europa»       | 8 d'octubre de 2012                   | 387 000 (8,0%)                        |
| 10                                    | «Talleres textiles clandestinos»                 | 15 d'octubre de 2012                  | 431 000 (5,0%)                        |
| 11                                    | «Disturbios en las fiestas del barrio del Pilar» | 22 d'octubre de 2012                  | 345 000 (4,0%)                        |
| 12                                    | «El drama de los desahucios»                     | 22 d'octubre de 2012                  | 241 000 (6,4%)                        |

### Diario de ... (11 temporada)
| Programació emesa (Evolució setmanal) | Programació emesa (Evolució setmanal)                      | Programació emesa (Evolució setmanal) | Programació emesa (Evolució setmanal) |
| N.º                                   | Títol                                                      | Data d'emissió                        | Audiència                             |
| ------------------------------------- | ---------------------------------------------------------- | ------------------------------------- | ------------------------------------- |
| 1                                     | «Mercado ilegal de obras de arte»                          | 16 de novembre de 2012                | 744 000 (7,6%)                        |
| 2                                     | «Cómo actúa la Brigada de Información»                     | 23 de novembre de 2012                | 729 000 (6,7%)                        |
| 3                                     | «Multas, tasas judiciales e inmatriculaciones»             | 30 de novembre de 2012                | 820 000 (9,5%)                        |
| 4                                     | «El boicot de un sindicato a una pizzería»                 | 7 de desembre de 2012                 | 769 000 (7,4%)                        |
| 5                                     | «Una agresión, un falso masajista y un moroso reincidente» | 14 de desembre de 2012                | 603 000 (5,6%)                        |
| 6                                     | «Especial ESABE y Unidad de bronce»                        | 21 de desembre de 2012                | 704 000 (7,0%)                        |
| 7                                     | «Ahora más que nunca, solidaridad»                         | 28 de desembre de 2012                | 641 000 (5,9%)                        |
| 8                                     | «Iniciativas para disminuir los desahucios»                | 4 de gener de 2013                    | 438 000 (4,7%)                        |
| 9                                     | «Estafados por su banco»                                   | 10 de gener de 2013                   | 398 000 (3,9%)                        |
| 10                                    | «El caso ESABE y los recortes en sanidad»                  | 18 de gener de 2013                   | 687 000 (6,8%)                        |
| 11                                    | «Macao: el imperio de Sheldon Adelson»                     | 25 de gener de 2013                   | 696 000 (6,9%)                        |

### Diario de ... a pie de calle (12 temporada): 2013
| Programació emesa (Evolució setmanal) | Programació emesa (Evolució setmanal)        | Programació emesa (Evolució setmanal) | Programació emesa (Evolució setmanal) |
| N.º                                   | Títol                                        | Data d'emissió                        | Audiència                             |
| ------------------------------------- | -------------------------------------------- | ------------------------------------- | ------------------------------------- |
| 1                                     | «Los cargos de confianza de los políticos»   | 3 de juny de 2013                     | 502 000 (7,2%)                        |
| 2                                     | «La compra ilegal de armas»                  | 10 de juny de 2013                    | 517 000 (6,4%)                        |
| 3                                     | «Ser mula del narcotráfico»                  | 17 de juny de 2013                    | 468 000 (6,7%)                        |
| 4                                     | «Barrio La Cañada»                           | 24 de juny de 2013                    | 516 000 (7,6%)                        |
| 5                                     | «Mercedes Milá, investigada»                 | 1 de juliol de 2013                   | 542 000 (7,9%)                        |
| 6                                     | «Contrabando de tabaco»                      | 21 d'octubre de 2013                  | 339 000 (3,2%)                        |
| 7                                     | «Presunto tráfico de influencias en Melilla» | 28 d'octubre de 2013                  | 387 000 (3,7%)                        |
| 8                                     | «Las tres mil viviendas»                     | 8 de novembre de 2013                 | 670 000 (9,9%)                        |

### Diario de... (13 temporada)
| Programació emesa (Evolució setmanal) | Programació emesa (Evolució setmanal)            | Programació emesa (Evolució setmanal) | Programació emesa (Evolució setmanal) |
| N.                                    | Títol                                            | Data d'emissió                        | Audiència                             |
| ------------------------------------- | ------------------------------------------------ | ------------------------------------- | ------------------------------------- |
| 1                                     | «Traficar con la guardia civil»                  | 10 de gener de 2014                   | 398 000 (3,9%)                        |
| 2                                     | «La Plaza de San Fernando de Henares, embargada» | 17 de gener de 2014                   | 477 000 (7,2%)                        |
| 3                                     | «El falso médico»                                | 24 de gener de 2014                   | 495 000 (6,8%)                        |
| 4                                     | «Negligencias en centros de discapacitados»      | 31 de gener de 2014                   | 474 000 (5,6%)                        |
| 5                                     | «Dentro de El Príncipe»                          | 14 de febrer de 2014                  | 454 000 (5,5%)                        |
| 6                                     | «Suplemento mineral milagroso»                   | 21 de febrer de 2014                  | 278 000 (3,3%)                        |

### La Redacción de Diario de... (14 temporada)
| Programació emesa (Evolució setmanal) | Programació emesa (Evolució setmanal) | Programació emesa (Evolució setmanal) | Programació emesa (Evolució setmanal) |
| N.                                    | Títol                                 | Data d'emissió                        | Audiència                             |
| ------------------------------------- | ------------------------------------- | ------------------------------------- | ------------------------------------- |
| 1                                     | «Encuentros por la paz»               | 19 de juliol de 2014                  | 381 000 (4,0%)                        |
| 2                                     | «Menores prostitutas»                 | 26 de juliol de 2014                  | 601 000 (6,8%)                        |
| 3                                     | «Tor, la web invisible»               | 2 d'agost de 2014                     | 598 000 (6,1%)                        |
| 4                                     | «Indultados»                          | 9 d'agost de 2014                     | 419 000 (6,2%)                        |
| 5                                     | «Madres en contra de la anorexia»     | 16 d'agost de 2014                    | 384 000 (5,9%)                        |

## Premis
Des que Diario de… va començar la seva marxa en 2004 a Telecinco, s'ha convertit en un gran referent del periodisme de recerca, i ha obtingut nombrosos guardons.
- Premi Producció professional a la Millor realització d'un programa de televisió, 2005.
- Premi a la Millor periodista de recerca del Col·legi Oficial de Detectius Privats de Catalunya, 2008.
- Premi al Millor programa de televisió del Festival de Cinema d'Extremadura, 2010.
- Premi José Navarro Càceres a la Informació Sanitària Odonto-Estomatològica, 2011.[8]